# Casa Shoebox

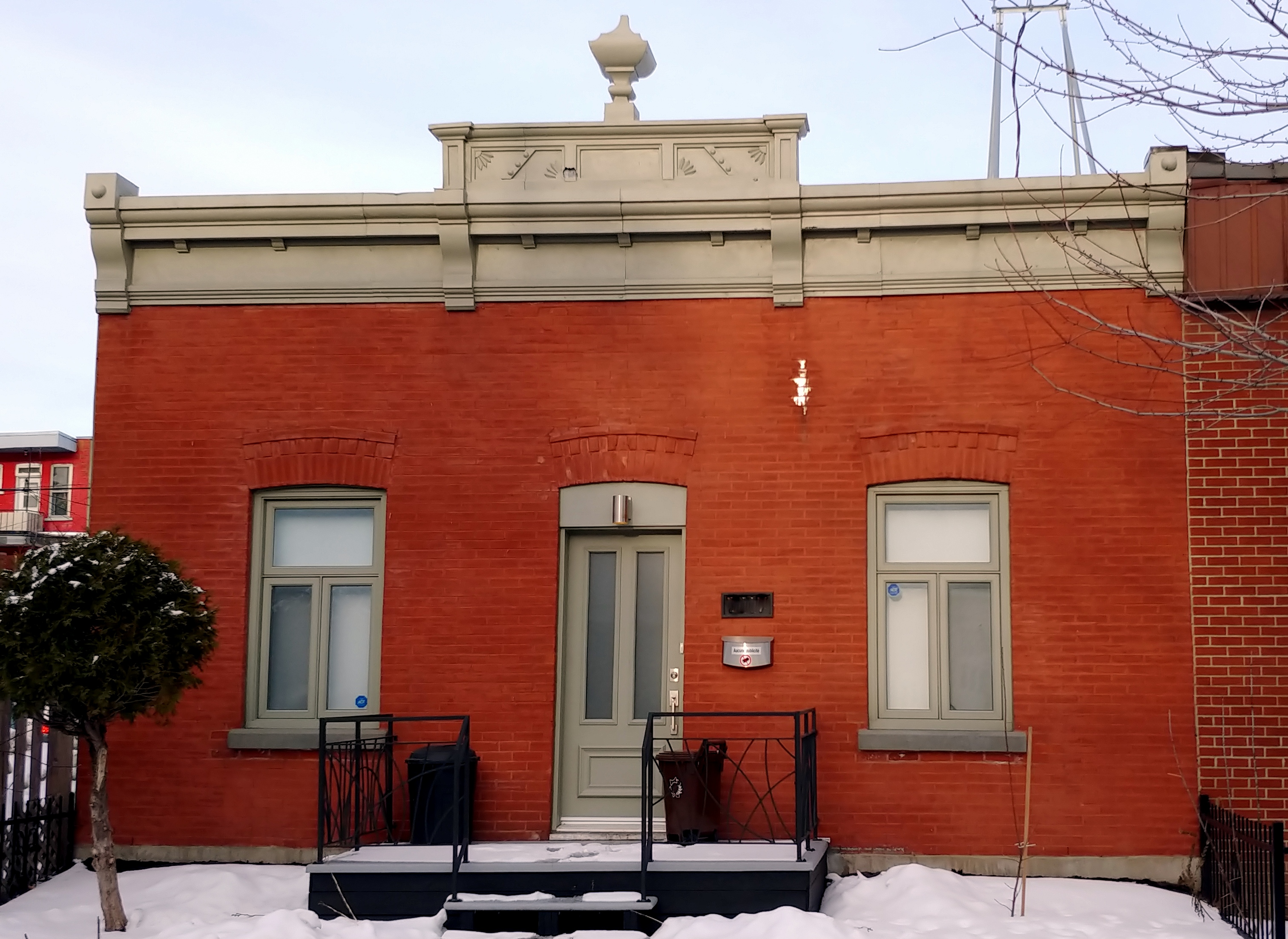
Esempio di casa Shoebox a Montréal

La casa Shoebox (maison Shoebox in francese, Shoebox house in inglese) è una particolare tipologia d'abitazione caratteristica della città di Montréal in Canada. Realizzate per la maggior parte agli inizi del XX secolo, le case Shoebox erano solitamente destinate ad alloggiare le famiglie della classe operaia, testimoniando così lo sviluppo industriale della città.

## Descrizione
Le case Shoebox presentano la caratteristica forma a parallelepipedo che ricorda quella di una "scatola di scarpe", da cui il nome.
La classica casa Shoebox è fabbricata con grandi travi di legno sovrapposte (così come d'uso nelle aree rurali del Canada) e rivestita in mattoni (così come d'uso nelle aree urbane del Paese) come protezione contro gli incendi. Possono a volte disporre di un piccolo giardino sulla strada e di un piccolo cortile sul retro. Sul piano architettonico essa si distingue per avere un tetto piano, un solo piano e una sola porta d'ingresso solitamente posizionata al centro della facciata frontale e inquadrata da due finestre laterali. La porta è spesso protetta da una piccola tettoia e sormontata da una cornice decorativa. La presenza di un piano seminterrato è molto rara.
David B. Hanna, professore associato di urbanistica all'Università del Québec di Montréal, ha sottolineato come la casa Shoebox, per quanto non costituisca una tipologia architettonica particolarmente evoluta, porti con sé un grande interesse patrimoniale, essendo il simbolo dell'emancipazione della classe operaia alla fine del XIX secolo e all'inizio del XX secolo, ormai possibilitata a comprare un piccolo lotto di terreno e realizzare indipendentemente la propria abitazione.